# Ивица Павлетић
 Ивица Павлетић (Бакар, 1914 — 1984) био је војни хирург, учесник Народноослободилачког покрета, у току борби за ослобођење Београда, први послератни управник Главне војне болнице у Београду, један од чланова првог уредништва Војносанитетског прегледа и први началник новооснованог Института за војномедицинску документацију ВМА.

## Живот и каријера
Рођен је 1914. године у Бакру. Медицину је студирао на Свеучилишту у Загребу, у коме је потом као лекар приправник радио у Судско-медицинском заводу у Загребу. Непосредно пред Други светски рат започео је специјализацију из хирургије.
Као симпатизер Народноослободилачког покрет, 1942. године интерниран је у логор Јасеновац, одакле је почетком 1943. ослобођен. По изласку из логора прикључио се НОВЈ у којој је био на дужности лекара у Првој пролетерској бригади, а касније у саставу мобилне хируршке екипе Друге пролетерске дивизије.
Од 1944. године био је члан првог уредништва „Војносанитетског прегледа”, а исте године је, у току борби за ослобођење Београда, постављен за првог управника Главне војне болнице у Београду.
У априлу 1945. године упућен је на стручно усавршавање у лењинградску Војномедицинску академију, где се упознао са достигнућима совјетске ратне хирургије.
У априлу 1946. упућен је са још неколико хирурга официра ЈНА на Медицински факултет у Београду са задатком да као редовни наставни предмет уведу наставу из ратне хирургије.
На дужност секретара Војносанитетског прегледа постављен је 1954. године, а потом 1961. године за првог начелника новоформираног Института за војномедицинску документацију и главног и одговорног уредника „Војносанитетског прегледа”.
Носилац је више признања и високих војних одликовања.